# Río Tela
El río Tela es un río hondureño que cruza la ciudad de Tela y desemboca en el mar Caribe. Empieza en un área pantanosa de humedales del interior y se va abriendo en su zona más cercana a la zona urbanizada de la ciudad de Tela. El río desemboca justo al oeste del centro histórico de Tela.